# Bactrocera xanthodes

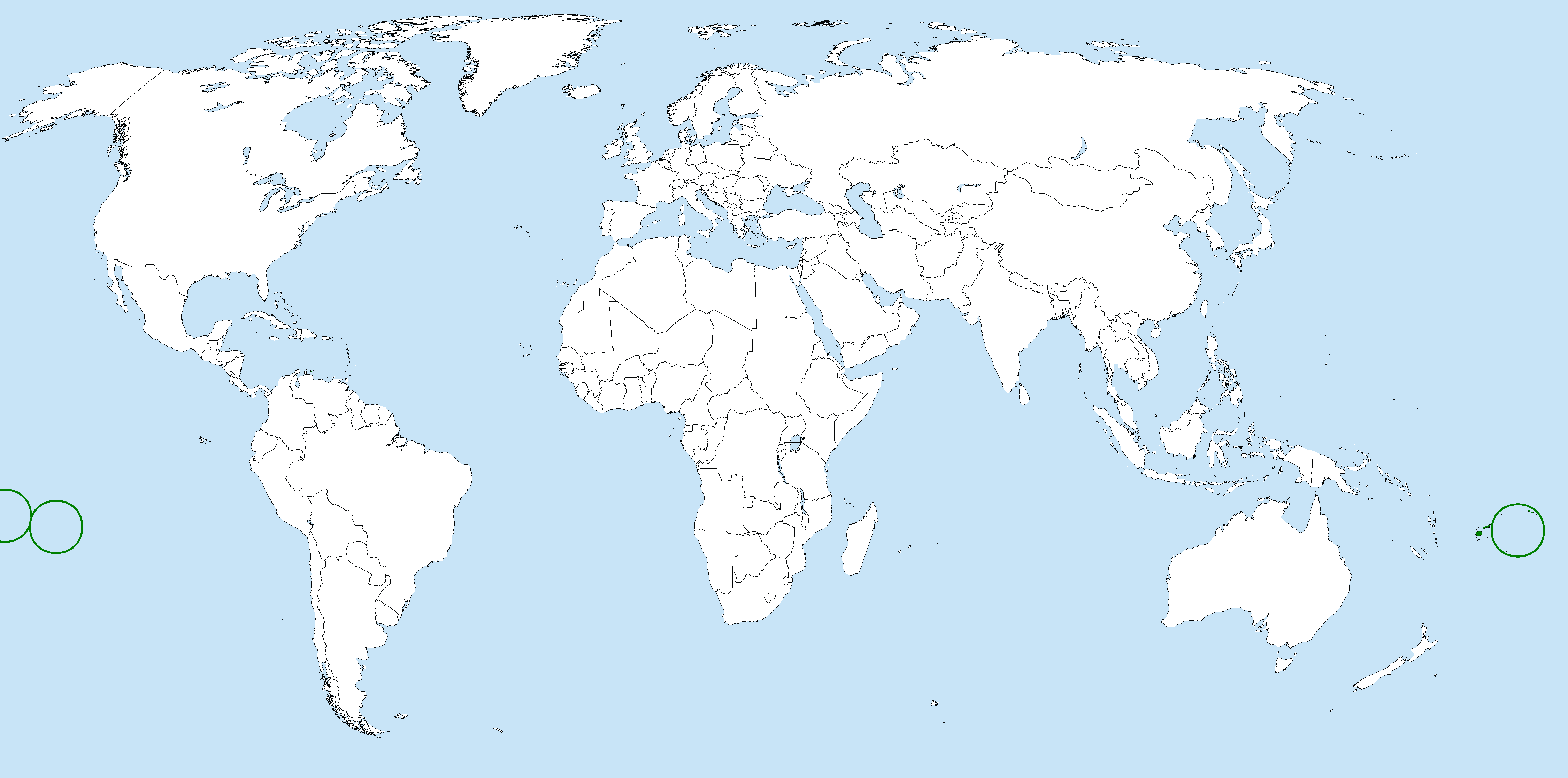
Distribución de Bactrocera xanthodes.

Bactrocera xanthodes es una especie de insecto díptero que Thomas Broun describió científicamente por primera vez en 1904. Esta especie pertenece al género Bactrocera de la familia Tephritidae.